# Korthalsella feuana
Korthalsella feuana är en sandelträdsväxtart som beskrevs av Forest Brown. Korthalsella feuana ingår i släktet Korthalsella och familjen sandelträdsväxter. Inga underarter finns listade i Catalogue of Life.